# 超高解析度顯微鏡學
在光學顯微鏡學中，超高解析度顯微鏡學是一結合多項技術的專有名詞，此技術讓影像解析度能超越繞射極限。根據1873年恩斯特·阿贝的研究(特別是對於寬場光源)，光的繞射會造成傳統光學顯微鏡解析度的極限：一数值孔径N.A.，且入射光波長為λ的具繞射極限的顯微鏡的水平解析度為d = λ/(2 N.A.)，垂直解析度(z方向)也可以用同樣的表達式給出。一個標準的光學顯微鏡解析度在可見光範圍約為水平200奈米、垂直600奈米。實驗上，可達到的解析度可量取點狀物體的点扩散函数的半峰全宽求得。雖然顯微鏡的解析力並未完整定義，目前公認超高解析度顯微鏡技術可達到比阿貝所定義的解析度。
超高解析度顯影劑術包含單分子局域分析法、光子穿隧顯微術、以及利用超級透鏡、近場掃描式光學顯微鏡、4Pi顯微鏡、共聚焦显微镜(將針孔關閉)、或是經過反褶積 、偵測器相素重配等計算處理後的共軛焦顯微鏡影像，也包含利用結構性光源的显微鏡技術(例如SIM以及垂直顯像SMI)。
目前有兩種主要的功能型超高解析度顯微鏡學：
1. 決定性超高解析度：常用在生物顯微鏡的發光物─螢光色素，受激後有非線性反應，此非線性反應可以用來提高解析度，這些方法包括誘導發射抑制性顯微術、激態抑制性顯微術、可逆飽和光學螢光轉換和SSIM。
2. 隨機性超高解析度：分子光源的化學複雜性提供時間域上的複雜表現，可以讓許多非常接近的螢光色素在不同時間發光，因而可以在不同時間解析不同分子。这些方法包括超解析度光變成像(SOFI)和全單分子局域方法(SMLM)如 垂直顯像SMI、光活化局域性顯微鏡法, FPALM、STORM和dSTORM。

2014年10月8日， 诺贝尔化学奖頒發给艾力克·貝齊格, 威廉·莫爾納爾和斯特凡·赫爾以表彰他們對"超高解析度螢光顯微鏡"的貢獻，這促使"光学显微镜進展到奈米尺度"。

## 歷史
在1978年，已有第一個突破阿貝極限的理論，其試圖透過4Pi 顯微鏡來當作共軛焦雷射掃描螢光顯微鏡。其原理利用兩個相反的物鏡的透光，同時打在樣品的異側，以增加立體角。

## 超解析技术

### 近场光随机測繪(NORM)显微镜
近场光随机测绘(NORM)显微镜是一种透過觀察在浸液中的奈米粒子的布朗運動，並透過遠場顯微鏡光学採集奈米粒子的近場資訊。
NORM利用隨機移動的奈米粒子來掃描物體表面。透過這個顯微鏡，奈米粒子看起來像對稱的圓點。圓點的寬度等於点扩散函数，並決定顯微鏡的解析度。特定粒子的水平座標解析度比同等光學顯微鏡的解析度還要高。透過收集多張影像，我們可以劃出整個視野範圍的近場的強度分布圖。 與NSOM和ANSOM比較，这种方法不需要任何特殊的尖端定位设备，並可以達到大视野和深焦長。 由于"感測器"可以大量扫描，图像获取时间可以縮點。

### 4Pi顯微鏡
一 4Pi显微镜是一个激光扫描的荧光显微镜，其改进了轴向分辨率。從傳統的500至700 纳米可以提高到100-150 纳米，比标准的 焦显微镜几乎減少5至7倍的球焦点體積，.
透過同時將兩個反向的物鏡聚焦在同一個位置上可以提軸向的解析度。且調整通過物镜的兩道光的光程差，使其最小。透過這個方法，在兩物鏡共同聚焦處的分子可以被相干地照亮，且可以收到相干地反射光或是穿透光，例如：偵測器可以接收到發射光地相干疊加。用於照明與偵測的体角 {\displaystyle \Omega }也增加並接近理想狀態(样品同時照射和检测到来自各方向的光)。
在图中显示4Pi显微镜的操作模式。 激光由一分光鏡 (BS)分光並透過鏡子打在两个相反的物鏡。在共同焦点處，兩道聚焦光束會疊加。 激发的分子在这个位置发出荧光，且被兩個物鏡收集，由同一分光鏡收集，最後被分色镜 (DM)偏折至接收器。
在理想情况下，每个物镜可以收集立體角 {\displaystyle \Omega =2\pi }的光线。 因此，有两個物鏡可以收集所有方向方向的光(立體角 {\displaystyle \Omega =4\pi })。 名此顯微鏡也是得名於其最大可激發和偵測光的角度。實際上，物鏡最多只可達到約140°的孔徑角，其对应 {\displaystyle \Omega \approx 1.3\pi }。

### 结构式照明顯微镜(SIM)

Images of cell nuclei and mitotic stages recorded with 3D-SIM.
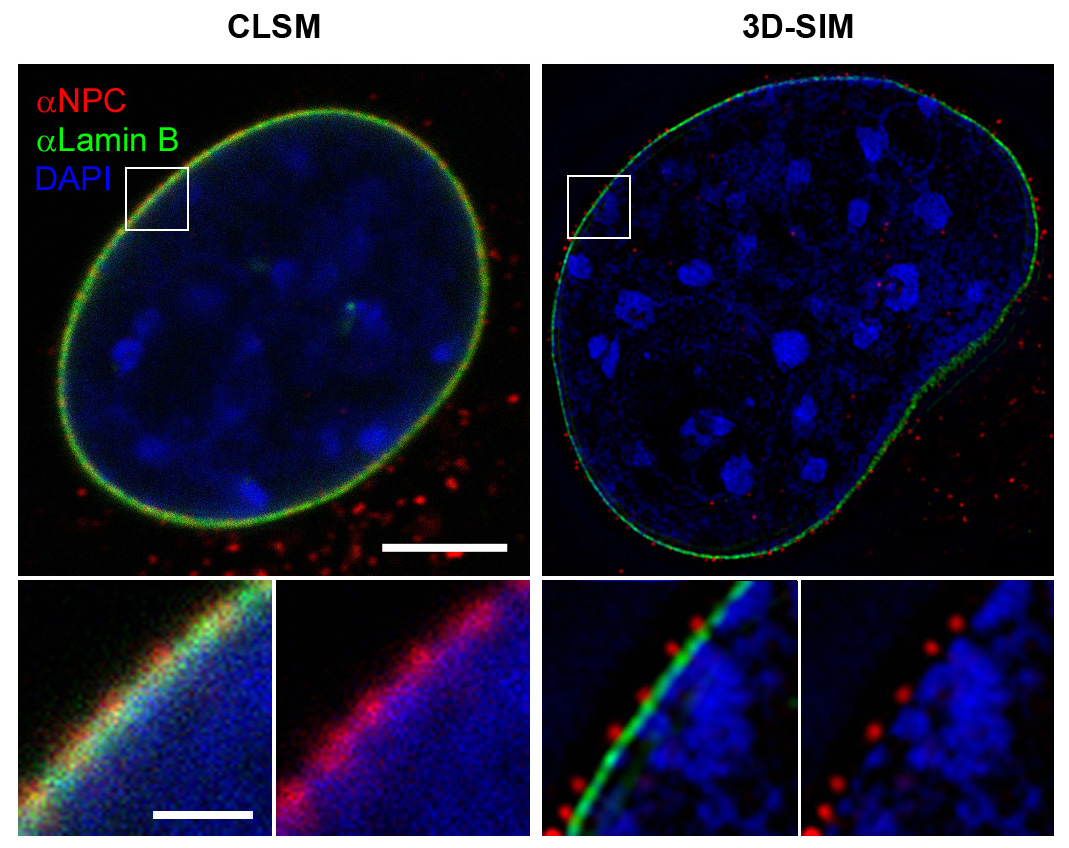
比共焦镜 –3D-SIM
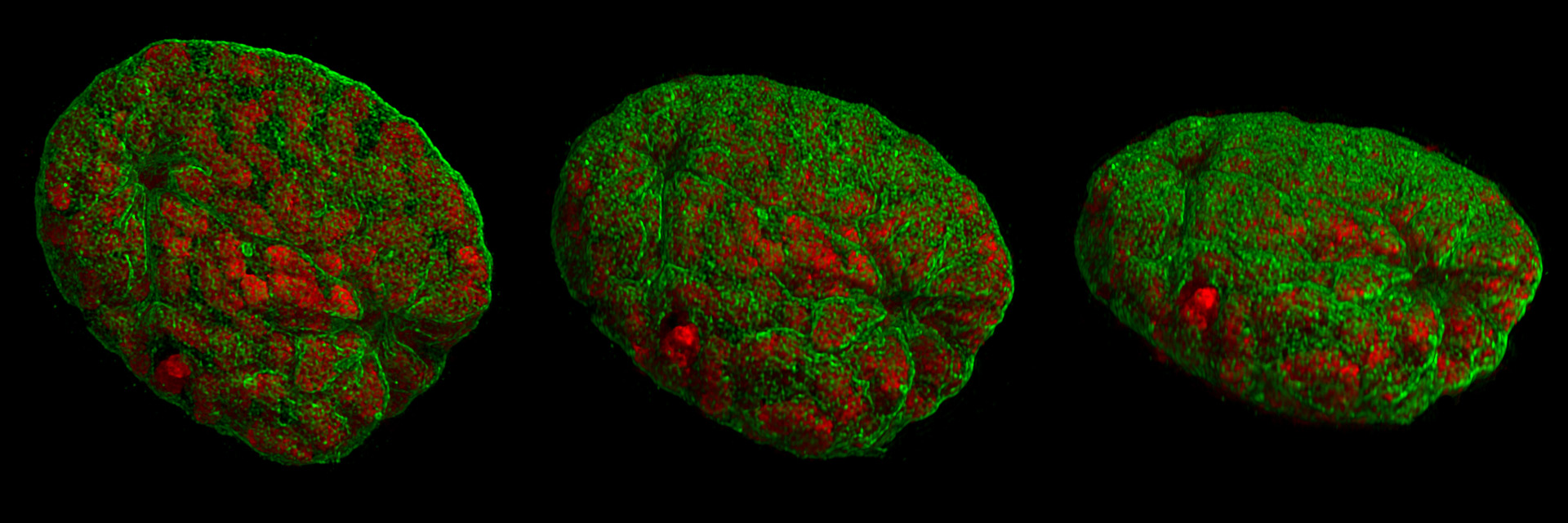
细胞核中的 前期 从各种角度
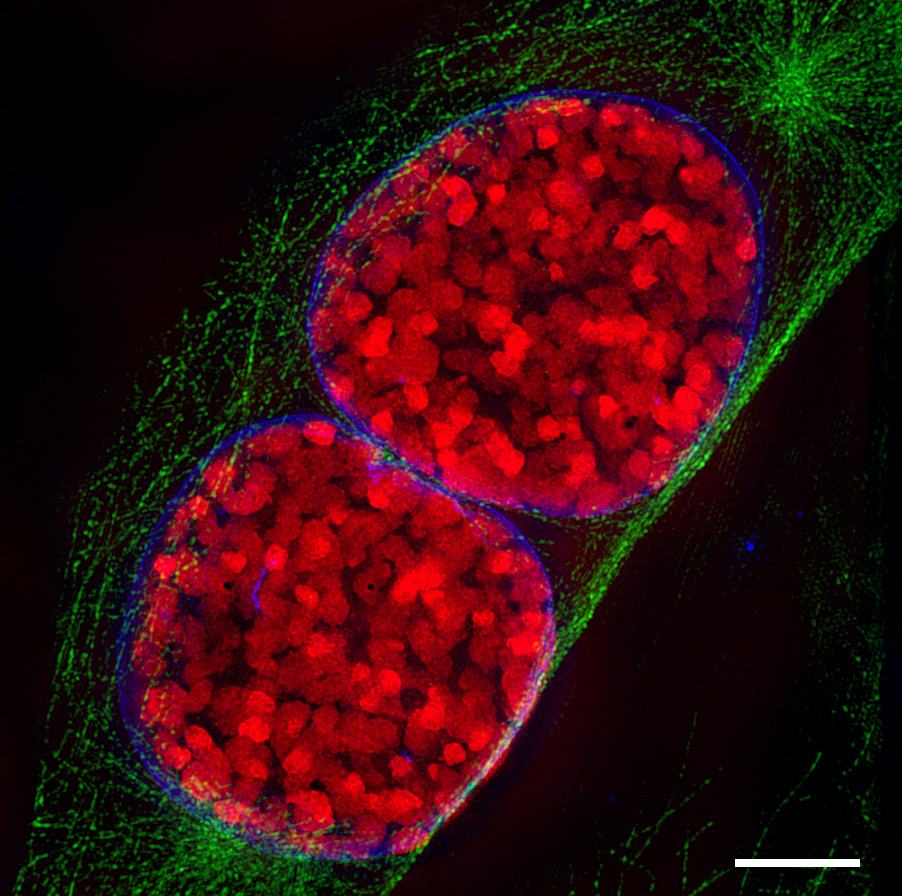
两个老鼠的细胞核的在前期的。
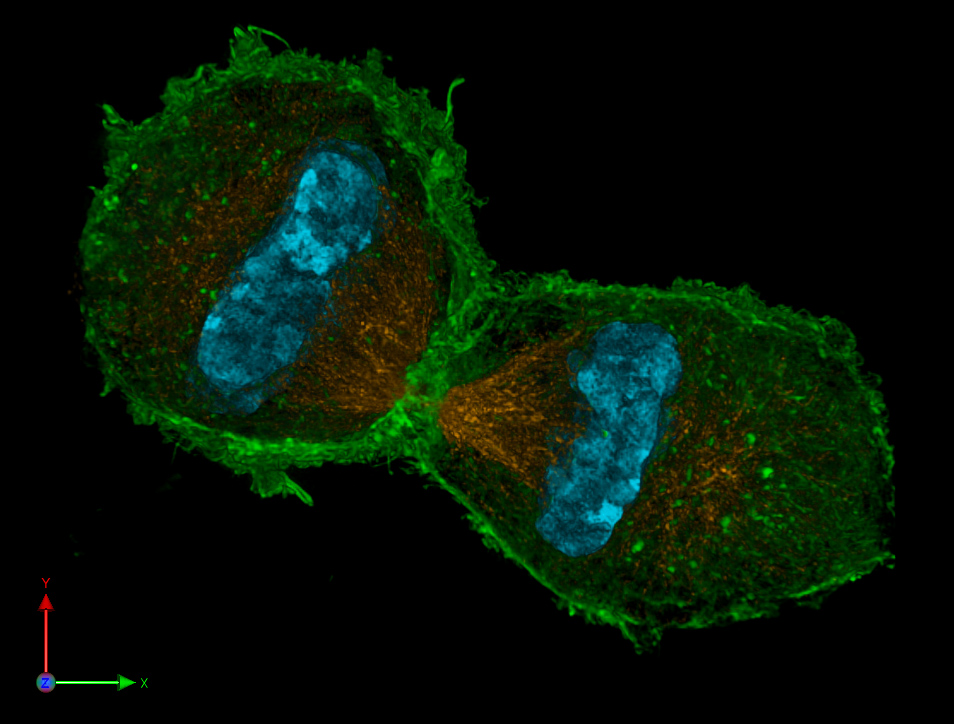
老鼠的细胞在 末期

1. ↑  Neice, A. . Advances in Imaging and Electron Physics 163. 2010: 117–140. ISBN 978-0-12-381314-5. doi:10.1016/S1076-5670(10)63003-0.
2. ↑  Juan Carlos Stockert, Alfonso Blázquez-Castro. . . Bentham Science Publishers. 2017: 687–711  [24 December 2017]. ISBN 978-1-68108-519-7. （原始内容存档于2019-05-14）.
3. ↑  Abbe, E.  (PDF). Archiv für mikroskopische Anatomie. 1873, 9: 413–420  [2019-01-28]. doi:10.1007/BF02956173. （原始内容存档 (PDF)于2020-04-26） （德语）.
4. ↑  Cremer, Christoph; Masters, Barry R. . The European Physical Journal H. 2013-04-01, 38 (3): 281–344. Bibcode:2013EPJH...38..281C. ISSN 2102-6459. doi:10.1140/epjh/e2012-20060-1 （英语）.
5. ↑  Francia, G. Toraldo di. . JOSA. 1955-07-01, 45 (7): 497–501  [2019-01-28]. doi:10.1364/JOSA.45.000497. （原始内容存档于2018-11-30） （英语）.
6. ↑  John M. Guerra. . Applied Optics. 1990, 29 (26): 3741–3752. Bibcode:1990ApOpt..29.3741G. PMID 20567479. doi:10.1364/AO.29.003741.
7. ↑  Agard, David A.; Sedat, John W. . Nature. April 1983, 302 (5910): 676–681. Bibcode:1983Natur.302..676A. ISSN 0028-0836. doi:10.1038/302676a0 （英语）.
8. ↑  Luca, Giulia M. R. De; Breedijk, Ronald M. P.; Brandt, Rick A. J.; Zeelenberg, Christiaan H. C.; Jong, Babette E. de; Timmermans, Wendy; Azar, Leila Nahidi; Hoebe, Ron A.; Stallinga, Sjoerd. . Biomedical Optics Express. 2013-11-01, 4 (11): 2644–2656. PMC 3829557 . PMID 24298422. doi:10.1364/BOE.4.002644 （英语）.
9. ↑  Sheppard, Colin J. R.; Mehta, Shalin B.; Heintzmann, Rainer. . Optics Letters. 2013-08-01, 38 (15): 2889–2892  [2019-01-28]. Bibcode:2013OptL...38.2889S. ISSN 1539-4794. PMID 23903171. doi:10.1364/OL.38.002889. hdl:1912/6208. （原始内容存档于2019-01-28） （英语）.
10. ↑  SPIE. . SPIE Newsroom. March 2015. doi:10.1117/2.3201503.17.
11. ↑  Ritter, Karl; Rising, Malin. . Associated Press. 8 October 2014  [8 October 2014]. （原始内容存档于2018-10-02）.
12. ↑  Chang, Kenneth. . New York Times. 8 October 2014  [8 October 2014]. （原始内容存档于2020-02-25）.
13. ↑  . Microsc Acta. September 1978, 81 (1): 31–44. PMID 713859.
14. ↑  John M. Guerra. . Applied Optics. 1990, 29 (26): 3741–3752. Bibcode:1990ApOpt..29.3741G. PMID 20567479. doi:10.1364/AO.29.003741.
15. ↑  美国专利2009/0116,024，优先权日期7April2006年：J.V.Mikliaev,S.A.Asselborn 方法获得一个高分辨率图像
16. ↑  Yu. V. Miklyaev; S. A. Asselborn; K. A. Zaytsev; M. Ya. Darscht. . Appl. Phys. Lett. 2014, 105 (11): 113103(1–4). Bibcode:2014ApPhL.105k3103M. doi:10.1063/1.4895922.
17. ↑  Cremer, Christoph; Cremer, Thomas.  (PDF). M1Croscopica Acta. 1978, 81 (1): 31–44  [2019-02-04]. （原始内容 (PDF)存档于2016-03-04）.
18. ↑  S.W. Hell; E.H.K. Stelzer; S. Lindek; C. Cremer. . Optics Letters. 1994, 19 (3): 222–224  [2019-02-04]. Bibcode:1994OptL...19..222H. PMID 19829598. doi:10.1364/OL.19.000222. （原始内容存档于2020-07-24）.